# Сенсонтепекский чатино
Сенсонтепекский чатино, известный также как северный чатино (Chatino Occidental Alto, Northern Chatino, Zenzontepec Chatino) — индейский язык Месоамерики, один из языков чатино ото-мангской семьи языков. Он не понимаем для других разновидностей чатино. Распространён в муниципалитетах Сан-Хасинто-Тлакотепек, Санта-Крус-Сенсонтепек (бывшем Санта-Мария-Тлапаналькиауитл) округа Хукила на юго-востоке штата Оахака.